# Conjuration
Conjuration je četrvti EP poljskog ekstremnog metal sastava Behemoth. Diskografska kuća Regain Records objavila ga je 14. rujna 2003. Prve tri pjesme snimljene su od lipnja do rujna 2002. Pjesme uživo snimljene su na Mystic Festivalu 13. listopada 2001. Pjesme su masterizane u studiju High End u lipnju 2003.
Godine 2011. EP (uz neobjavljenu pjesamu uživo) bio je u paketu s EP-om Slaves Shall Serve i objavljen je na kompilaciji Abyssus Abyssum Invocat.

## Popis pjesama
| 1.    | »Conjuration ov Sleep Daemons«     | Krzysztof Azarewicz     | Nergal                  | 3:24 |
| 2.    | »Wish« (obrada Nine Inch Nailsa)   | Trent Reznor            | Trent Reznor            | 3:38 |
| 3.    | »Welcome to Hell« (obrada Venoma)  | Abaddon, Cronos, Mantas | Abaddon, Cronos, Mantas | 3:15 |
| 4.    | »Christians to the Lions« (uživo)  | Nergal                  | Nergal                  |      |
| 5.    | »Decade ov Therion« (uživo)        | Krzysztof Azarewicz     | Nergal                  | 3:48 |
| 6.    | »Antichristian Phenomenon« (uživo) | Nergal                  | Nergal                  | 5:03 |
| 7.    | »Chant for Eschaton 2000« (uživo)  | Krzysztof Azarewicz     | Nergal                  | 6:46 |
| 29:44 |                                    |                         |                         |      |

## Zasluge
Behemoth
- Nergal – gitara, akustična gitara, vokal
- Inferno – bubnjevi
- Havoc – gitara

Dodatni glazbenici
- Novy – bas-gitara

Ostalo osoblje
- Grzegorz Piwkowski – mastering
- Graal – dizajn, grafički dizajn